# Bachenahalli, Chik Ballapur
Bachenahalli là một làng thuộc tehsil Chik Ballapur, huyện Kolar, bang Karnataka, Ấn Độ.